# Гюнтер (реслер)
Вальтер Хан (англ. Walter Hahn) (нар. 20 серпня 1987) — австрійський професійний реслер. З 2019-ого року знаходиться на контракті з WWE, де він виступає за бренд RAW під ринговим іменем Гюнтер (англ. Gunther) і є дворазовим чемпіоном світу у важкій вазі. Він є лідером угруповання «Імперіум», а також найтривалішим Інтерконтинентальним чемпіоном WWE у історії цього титулу, виступаючи в образі «Генерала Рингу» (англ. Ring General, нім. Der Ringgeneral), для якого ринг та реслінг — святе.
Хан виступав у низці незалежних промоушенів по всьому світу, переважно під псевдонімом Вальтер, зокрема у Westside Xtreme Wrestling (wXw), де він став триразовим об'єднаним чемпіоном світу wXw; Pro Wrestling Guerrilla (PWG), де він є колишнім чемпіоном світу PWG; та Progress Wrestling, де він є колишнім об'єднаним чемпіоном світу Progress Wrestling. Загалом, він є п'ятиразовим чемпіоном світу з реслінгу і першим австрійцем, який виступає у WWE.
Після підписання контракту з WWE на початку 2019 року він дебютував під брендом NXT UK і став одноразовим чемпіоном Великої Британії NXT. Його 870-денне чемпіонство є найдовшим для нині неіснуючого титулу. У січні 2022 року він перейшов на основний бренд NXT, де його ім'я на рингу було змінено на Гюнтер, а в квітні того ж року його підвищили до головного ростеру SmackDown, де в червні він виграв Інтерконтинентальне чемпіонство. 8 вересня 2023 року Гюнтер став найтривалішим Інтерконтинентальним чемпіоном в історії WWE, перевершивши 454-денний рейн Хонкі-тонк Мена.

## Кар'єра професійного реслера

### Westside Xtreme Wrestling (2007—2020)

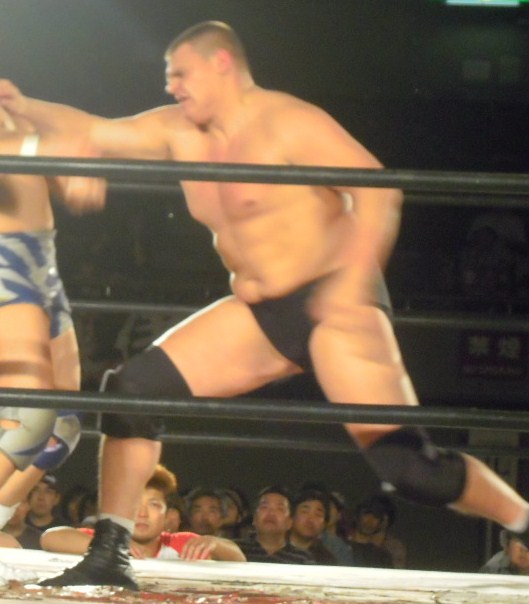
Вальтер у 2012 році

Вальтер дебютував у Westside Xtreme Wrestling (wXw) 4 травня 2007 року у матчі, в якому також взяли участь Ацуші Аокі, Адам Полак й Тенгква на перед-шоу 16 Carat Gold Tournament. Він переміг Зака Сейбра молодшого 2 жовтня 2010 року в Обергаузені, Німеччина й здобув титул Об'єднаного чемпіона світу з реслінгу wXw. Чемпіонський пояс він втратив на користь Дайсуке Секімото 15 січня 2011 року. Але виграв знову в тому ж році — 2 травня 2011 року, в рамках шоу Big Japan Pro Wrestling у Токіо, Японія. Другий рейн протриває 383 дні, аж поки титул не відбере Ель Дженеріко 19 травня 2012 року. На початку травня 2012 року Вальтер був переможений Йошіхіто Сасакі у матчі за інавгураційне чемпіонство світу у важкій вазі BJW Strong в Йокогамі, Японія. Втретє Вальтер заволодів титулом wXw 27 липня 2014 року, перемігши Томмі Енда під час Fans Appreciation Night, і програє його Карстену Беку 17 січня 2015 року.
Вальтер та партнер Роберт Драйсскер перемогли RockStillet (Джея Скіллета й Джонатана Грешема), здобувши світове командне чемпіонство wXw у третій день шоу 16 Carat Gold, 3 березня 2013 року. Вони програють пояси в Гамбурзі, команді Hot and Spicy (Аксель Дітер молодший і Да Мак). Вальтер стане партнером по команді Зака Сейбра молодшого і виграє з ним вакантне світове командне чемпіонство wXw 4 жовтня 2015 року у фіналах турніру 2015 World Tag Team Tournament. Поразка і втрата командного чемпіонства відбудеться 12 грудня 2015 року на wXw Fifteenth Anniversary Show від команди Церебрус (Ілля Драгунов й Роберт Драйсскер). Вальтер і партнер по угрупованню Ringkampf Тімоті Тетчер здолали команду Massive Product (Девід Старр і Юрн Сіммонс) та заволоділи світовим командним чемпіонством wXw у фіналах 2017 wXw World Tag Team League 8 жовтня 2017 року. Втрата титулів сталась 11 березня 2018 року на користь Да Мака і Джона Клінгера. Вальтер був головним тренером Академії Реслінгу wXw до початку 2020 року.

### Progress Wrestling (2015—2019)
24 травня 2015 року Вальтер дебютував як «Великий Татко Вальтер» (англ. Big Daddy Walter) у промоушені Progress Wrestling на турнірі 2015 Super Strong Style 16 Tournament в Electric Ballroom у Лондоні, програвши Рампейджу Брауну в першому раунді. Вони знову зустрілися пізніше, в 2015 році на Chapter 23: What A Time To Be Alive! в матчі, який відзначився розламаним рингом після того, як Браун був запущений в його кут. Вальтер знову взяв участь у турнірі the Super Strong Style 16 Tournament у 2016 році, дійшовши до чвертьфіналу, перш ніж його вибив Кріс Хіро.
Вальтер брав участь у турнірі за звання першого чемпіона Progress Atlas у 2016 році, але закінчив турнір з 2 очками. На Chapter 47, угруповання Ringkampf (Вальтер, Аксель Дітер молодший і Тімоті Тетчер) кинули виклик команді British Strong Style (Піт Данн, Трент Севен і Тайлер Бейт), претендуючи на всі їхні титули. Командний матч 3-на-3 виявився для австрійця безуспішним. Він переміг Метта Ріддла, й здобув чемпіонство Progress Atlas на шоу Chapter 51: Screaming For Progress в O2 Academy Birmingham у Бірмінгемі. Трохи більше місяця по тому він програв титул Ріддлу в Нью-Йорку, але повернув його на Chapter 55: Chase The Sun в Палаці Александри в тристоронньому поєдинку, в якому також брали участь Метт Ріддл і Тімоті Тетчер. На Chapter 68: Super Strong Style 16 Tournament Edition 2018, Вальтер відмовився від титулу Atlas, щоб поборотися за звання чемпіона світу Progress, який належав Тревісу Бенксу. На Chapter 74: Mid Week Matters, він переміг Бенкса і завоював титул.
У 2019 році, на Super Strong Style 16, Вальтер переміг Трента Севена в поєдинку «титул проти титулу», завоювавши чемпіонство Seven's Progress Atlas. На Chapter 95: Still Chasing, Вальтер втратив Об'єднане чемпіонство світу Progress, коли Едді Деніс успішно використав свою можливість завоювати титул, отриману після перемоги над Марком Ендрюсом на Chapter 76. Це був тристоронній матч, в якому також брав участь Девід Старр.

### Evolve (2017—2019)
Вальтер дебютував в Evolve на Evolve 90, 11 серпня 2017 в Джоппі, Меріленд, США, захищаючи своє чемпіонство Progress Atlas від Фреда Єхі. Вальтер безуспішно претендував на чемпіонство WWN наступного вечора на Evolve 91 у Нью-Йорку в чотиристоронньому матчі з Меттом Ріддлом, Кітом Лі й Трейсі Вільямсом. Ще одна невдала спроба здобути чемпіонство WWN сталась 9 грудня 2017 на Evolve 96, де він був переможений Лі у Нью-Йорку.

### Pro Wrestling Guerrilla (2017—2018)

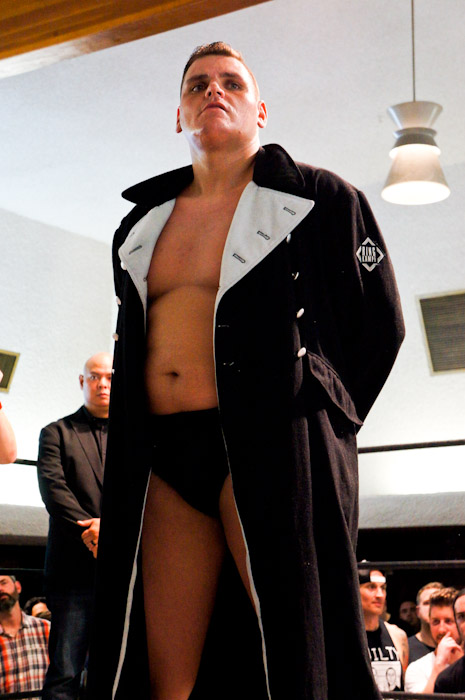
Вальтер на заході 2017 Battle of Los Angeles у вересні 2017 року

Вальтер дебютував у Pro Wrestling Guerrilla (PWG), взявши участь у турнірі «2017 Битва за Лос-Анджелес» (англ. 2017 Battle of Los Angeles) у 2017 році, де його переміг фіналіст турніру Кіт Лі у першому раунді. Потім він зазнав поразки від Рикошета на All Star Weekend 13 — Night One. Наступного дня він здобув свою першу перемогу в PWG, поборовши Зака Сейбра молодшого в поєдинку, який отримав п'ятизірковий рейтинг від Дейва Мельцера з Wrestling Observer Newsletter.
У січні 2018 року Вальтер безуспішно боровся за титул командного чемпіона світу PWG разом з партнером по Ringkampf Тімоті Тетчером, програвши чемпіонам Chosen Bros (Джефф Кобб і Метт Ріддл). 21 квітня 2018 року Вальтер переміг чемпіона Кіта Лі та Джону Рока у тристоронньому поєдинку, вигравши чемпіонство світу PWG. Пізніше він програв титул Джеффу Коббу 19 жовтня.

### Defiant Wrestling (2018)
Було оголошено, що Вальтер буде брати участь у матчі Девіда Старра проти Тревіса Бенкса за Інтернет-чемпіонство Defiant на шоу Lights Out. Однак Бенкс не зміг взяти участь у змаганнях через травму ноги. Натомість Вальтер згодом переміг Старра і став претендентом № 1 на титул Бенкса. Титульний поєдинок на No Regrets завершився нічиєю. 2 червня Вальтер переміг Бенкса та Зака Сейбра молодшого і здобув Інтернет-чемпіонство Defiant. 30 грудня 2018 року він програв титул Мартіну Кірбі.

### WWE (2019–дотепер)

#### Найдовше чемпіонство NXT UK (2019—2022)
12 січня 2019 року на NXT UK TakeOver: Blackpool Вальтер дебютував у WWE у ростері NXT UK, пішовши на конфронтацію з чемпіоном Великої Британії WWE Пітом Данном після його успішного захисту титулу. Наступного тижня Вальтер зіткнувся з Данном і Джо Коффі, давши зрозуміти, що має намір забрати у Данна чемпіонський пояс. 30 січня 2019 року в епізоді NXT UK Вальтер дебютував на рингу WWE у матчі проти Джека Старза. Він переміг Старза менш ніж за чотири хвилини. На NXT TakeOver: New York Вальтер переміг Данна і завоював титул чемпіона Великой Британії WWE, поклавши край рекордному рейну Данна, який тривав 685 днів.
В епізоді NXT UK від 22 травня Вальтер зберіг титул чемпіона Великої Британії у матчі-реванші проти Данна, після втручання команди Європейський Союз (Фабіан Айхнер і Марсель Бартель). Таким чином він утвердився в ролі хіла (лиходія) і відродив угрупування Ringkampf під новою назвою Імперіум. Пізніше до них приєднався Александер Вульф, після того, як він втрутився в матч Імперіуму проти British Strong Style (Данн, Тайлер Бейт і Трент Севен). В епізоді NXT UK від 26 червня Вальтер зберіг свій титул, перемігши Тревіса Бенкса. В епізоді від 3 липня Імперіум втрутився в титульний матч Вусатих Гір проти Сивих Молодих Ветеранів, завдяки чому останні зберегли свої титули командних чемпіонів. Після матчу вони завдали травми Тайлеру Бейту. 31 серпня на NXT UK TakeOver: Cardiff Вальтер захистив свій титул, перемігши Тайлера Бейта.
Під час підготовки до спільного заходу NXT UK та NXT під назвою Worlds Collide (укр. Зіткнення Cвітів), Імперіум почав ворогувати з Безперечною Ерою (англ. The Undisputed Era) — командою чемпіона NXT Адама Коула, Родеріка Стронга та командних чемпіонів NXT Боббі Фіша і Кайла О'Рейлі. Це ще більше посилилося під час завершальних сегментів NXT UK TakeOver: Blackpool II 12 січня 2020 року, коли група напала на Імперіум після успішного захисту титулу Вальтером проти Джо Коффі. Посеред його рейну, наступного тижня чемпіонство Великої Британії WWE було перейменовано на чемпіонство Великої Британії NXT, а Вальтеру було презентовано дещо оновлений дизайн поясу, який замінив логотип WWE в центрі на логотип NXT UK. В епізоді NXT UK від 29 жовтня Вальтер зберіг чемпіонський титул у поєдинку проти Іллі Драгунова, у двобої, який отримав широке визнання. 19 лютого 2021 року Вальтер став найтривалішим чемпіоном Великої Британії NXT, побивши рекорд Піта Данна, що становив 685 днів. В епізоді NXT від 17 березня Вальтер повернувся до бренду NXT і розгромив Томмазо Чампу. 5 квітня його чемпіонський рейн перейшов дворічний рубіж. Через два дні на турнірі Stand & Deliver Вальтер зберіг свій титул, перемігши Чампу. Наступного дня на NXT UK Prelude Вальтер успішно захистив свій титул проти Рампейджа Брауна. На NXT TakeOver 36 Вальтер поступився поясом Драгунову в матчі-реванші, завершивши своє історичний рейн на позначці 870 днів (це було найдовшим чемпіонством в історії WWE з 1988 року, допоки Роман Рейнс не перевершив цю цифру у січні 2023 року зі своїм Всесвітнім чемпіонством WWE).
У спеціальному епізоді NXT New Year's Evil (англ. Новорічне Зло), 4 січня 2022 року Вальтер об'єднався з партнерами по Імперіуму Фабіаном Айхнером і Марселем Бартелем, щоб протистояти Ріддлу і команді MSK (Неш Картер і Вес Лі) у командному матчі три-на-три, який вони програли. Після свого фінального матчу на NXT UK 13 січня, де він переміг Нейтана Фрейзера, Вальтер був переведений до бренду NXT. В епізоді NXT від 18 січня Вальтер переміг Родеріка Стронга в головному бою, після чого оголосив своє нове ім'я на рингу — Гюнтер. У середині березня Гюнтер почав коротку ворожнечу з Ел Ей Найтом, коли образився на те, що останній отримав матч за титул чемпіона NXT, викликавши на нього Дольфа Зігглера. Наступного тижня, після перемоги Гюнтера над Дюком Хадсоном, Найт викликав першого на матч на NXT Stand & Deliver, який Гюнтер виграв. В епізоді NXT від 5 квітня він зійшовся у двобої з чемпіоном NXT Броном Брейккером, який програв, що виявилося його останньою появою на жовтому бренді.

#### Найтриваліший Інтерконтинентальний чемпіон (2022—2024)

Імперіум на шоу Clash at the Castle

В епізоді SmackDown від 8 квітня Гюнтер і Марсель Бартель (тепер відомий як Людвіг Кайзер) дебютували в основному ростері — Гюнтер переміг Джо Алонзо в сквош-матчі. В епізоді SmackDown від 27 травня Гюнтер і Кайзер дебютували як команда, перемігши Дрю Гулака та Інтерконтинентального чемпіона Рикошета. У епізоді SmackDown від 10 червня, Гюнтер переміг Рикошета і здобув титул Інтерконтинентального чемпіона, ставши першим австрійцем-чемпіоном в історії цього титулу. Він успішно захистив титул у матчі-реванші проти Рикошета та Шінсуке Накамури. Перед захистом титулу Гюнтера на Clash at the Castle, Людвіг Кайзер оголосив про реформування Імперіуму, знову ввівши Фабіана Айхнера, тепер відомого як Джованні Вінчі. Згодом Гюнтер переміг Шеймуса і зберіг титул у схвальному критиками матчі, який багато хто вважав найкращим поєдинком заходу. Дейв Мельцер з Wrestling Observer Newsletter оцінив цей матч на п'ять зірок, що стало п'ятим поєдинком Гюнтера, який отримав п'ять зірок і його першим поєдинком в основному ростері, що отримав дану оцінку. Він переміг Шеймуса в матчі-реванші 7 жовтня в епізоді SmackDown. Гюнтер провів решту 2022 року та перші місяці 2023 року, захищаючи Інтерконтинентальний пояс від Рея Містеріо, Рикошета, Брауна Строумана та Медкапа Мосса у відповідних одиночних матчах на різних епізодах Smackdown.
На Royal Rumble 28 січня Гюнтер був першим і останнім учасником, хто вибув з РоялРамбл-матчу за титульний поєдинок на Реслманії з Рейнсом; з рингу його викинув переможець Коді Роудс, який увійшов у матч останнім. Його виступ тривалістю 71 хвилина і 25 секунд став найдовшим в історії даного шоу. 9 лютого Гюнтер досяг позначки у 245 днів ІК чемпіонства, перевершивши рекорд Шелтона Бенджаміна, який становив 244 дні, ставши найтривалішим діючим Інтерконтинентальним чемпіоном у 21-му столітті. 17 лютого Гюнтер протримав пояс Інтерконтинентального чемпіона 281 день, перевершивши рекорд члена Зали Слави WWE Містера Досконалості, який становив 280 днів. Це зробило Гюнтера найтривалішим за останні 34 роки Інтерконтинентальним чемпіоном. У 2-ий день 39-ої Реслманії, 2 квітня Гюнтер зберіг титул, перемігши Шеймуса та Дрю МакІнтайра у схвальному критиками тристоронньому поєдинку. Перед тим, як Гюнтер та Імперіум перейшли на Raw, він успішно зберіг титул Інтерконтинентального чемпіона у матчі проти Ксав'є Вудса у випуску Smackdown від 21 квітня.
У рамках Драфту WWE 2023, Гюнтер разом зі своїми партнерами по Імперіуму Людвігом Кайзером та Джованні Вінчі були відправлені до ростеру бренду Raw. У наступні місяці Гюнтер успішно захистив Інтерконтинентальний титул від Мустафи Алі на Night of Champions 27 травня, Метта Ріддла на Money in the Bank 1 липня та Дрю МакІнтайра на SummerSlam 5 серпня. В епізоді Raw від 21 серпня Гюнтер захищав титул у матчі проти Чада Ґейбла, але програв матч по відліку, закінчивши свою серію без поразок в основному ростері. Однак, оскільки чемпіонство не переходить з рук в руки через відлік або дискваліфікацію (без попередньої домовленості про зворотнє) Гюнтер залишився чемпіоном. Після перемоги над Ґейблом у матчі-реванші 4 вересня в епізоді Raw, Гюнтер гарантував, що стане найтривалішим діючим Інтерконтинентальним чемпіоном пізніше того ж тижня, що він і зробив, побивши рекорд Хонкі-тонк Мена, який становив 454 дні. Гюнтер зберіг свій титул, перемігши Томмазо Чампу в епізоді Raw від 2 жовтня та Бронсона Ріда в епізоді Raw від 16 жовтня. Наступним захистом Інтерконтинентального чемпіонства для Гюнтера став матч з Мізом на Survivor Series: WarGames (2023), який він виграв больовим захватом. А 18-ого грудня на Raw австрієць знову переміг Міза у матчі з додатковою умовою — Міз не може більше претендувати на титул, допоки ним володіє Гюнтер. Після Royal Rumble 2024 року (де дійшов до фінальної четвірки учасників) переміг Кофі Кінгстона на Raw 29 січня в черговому титульному матчі, а 19 лютого — Джея Усо. 20 лютого Гюнтер встановив ще один рекорд Інтерконтинентального чемпіонства — цього разу за сумарною кількістю днів в статусі чемпіона. Він випередив Педро Моралеса, який утримував титул протягом 619 днів (2 чемпіонські рейни). Моралес утримував цей рекорд протягом 41 року.
На Реслманії XL Гюнтер програв пояс Семі Зейну і таким чином його рекордний рейн зупинився на позначці у 666 днів.

#### Король Рингу та чемпіонські зазіхання (2024)
Гюнтер вперше з'явився на шоу WWE після Реслманії XL у епізоді RAW від 22 квітня, де оголосив, що візьме участь у турнірі «Король рингу». У тому ж епізоді Вінчі (який згодом буде відібраний на драфті до SmackDown) був вигнаний з Імперіуму Кайзером — той напав на Джованні після їхнього командного матчу і за це Кайзер був оштрафований. Після шоу RAW наступного тижня Гюнтер погодився з вигнанням Вінчі. Після того, як Кайзер і Гюнтер залишилися на RAW за результатами драфту WWE 2024 року, Гюнтеру було оголошено, що він зустрінеться у першому раунді турніру «Король Рингу» з Шеймусом, котрий повернувся до виступів за кілька тижнів до цього. В епізоді RAW від 7 травня Гюнтер переміг Шеймуса больовим. Наступного тижня він переміг Кофі Кінгстона у чвертьфінальному поєдинку, потім Джея Усо у півфіналі 20 травня і, нарешті — Ренді Ортона у фіналі на шоу King and Queen of the Ring, щоправда суперечливо — рефері не помітив, як Ортон (після проведеного RKO на Гюнтері) відірвав плече від рингу під час завершального утримання-«розп'яття» (англ. crucifix pinfall) збоку Гюнтера, Таким чином австрієць виграв турнір, заробивши матч за титул чемпіона світу у важкій вазі на SummerSlam.

#### Світові чемпіонства (2024—2025)
На SummerSlam, у матчі з Деміаном Прістом виграв титул чемпіона світу у важкій вазі після втручання Фінна Балора. Таким чином він вперше у своїй кар'єрі став світовим чемпіоном. Програв пояс Джею Усо на Реслманії 41, однак повернув його 9 червня на RAW.

## Інші медіа
Гюнтер — ігровий персонаж у відеоіграх WWE 2K22, WWE 2K23 та WWE 2K24

## Особисте життя
Вальтер зустрів англійську професійну реслерку Джінні Сандху під час їх роботи на незалежні промоушени. Вони одружились 2023 року.
Хан народився і виріс у Відні, вболіваючи за місцевий футбольний клуб «Рапід». Він також слідкує за Бундеслігою і є фанатом ФК «Шальке 04».

## Досягнення
- CBS Sports
  - Матч року (2020) проти Ільї Драгунова[101]
- Defiant Wrestling
  - Інтернет-чемпіон Defiant (1 раз)[102][103][104]
- ESPN
  - Матч року (2022) проти Шеймуса на Clash at the Castle[105]
- European Wrestling Promotion
  - Командний чемпіон EWP (1 раз) — з Міхаелєм Ковачем[106][107][108]
- Fight Club: PRO
  - Infinity Trophy (2018)[109]
- German Stampede Wrestling
  - Командний чемпіон GSW (1 раз) — з Робертом Драйсскером[110][111]
- Over the Top Wrestling
  - Чемпіон OTT (1 раз)[112]
- Progress Wrestling
  - Чемпіон Atlas Progress Wrestling (3 рази)[113]
  - Об'єданий чемпіон світу Progress (1 раз)[114]
- Pro Wrestling Fighters
  - Північноєвропейський чемпіон з реслінгу PWF (1 раз)[115]
- Pro Wrestling Guerrilla
  - Чемпіон світу PWG (1 раз)[116]
- Pro Wrestling Illustrated
  - 4-те місце у рейтингу PWI 500 за 2023 рік[117]
- Rings of Europe
  - Переможець матчу Halloween Rumble (2006)[118]
  - Переможець турніру за перше претендентство на титул Короля Європи RoE (2007)[119]
- TNT Extreme Wrestling
  - Чемпіон світу TNT (1 раз)[120]
- Westside Xtreme Wrestling
  - Об'єднаний чемпіон світу з реслінгу wXw (3 рази)[121]
  - Командний чемпіон світу wXw (4 рази)[122] — з Робертом Драйсскером (1), Заком Сейбром молодшим (1), Тімоті Тетчером (1) й Ільєю Драгуновим (1)
  - Переможець турніру wXw 16 Carat Gold (2010)[123]
  - Переможець турніру wXw World Tag Team (2015) — з Заком Сейбром молодшим[124]
  - Переможець World Tag Team League (2017) — з Тімоті Тетчером[125]
  - Переможець турніру Ambition 11 (2019)[126]
- Wrestling Observer Newsletter
  - MVP Європи (2018—2020)[127][128][129][130]
- WWE
  - Чемпіон світу у важкій вазі (2 рази)
  - Інтерконтинентальний чемпіон WWE (1 раз)[131]
  - Переможець турніру «Король Рингу» 2024 року
  - Чемпіон Великої Британії NXT (1 раз)[132]